# دگرگونی سرزمین

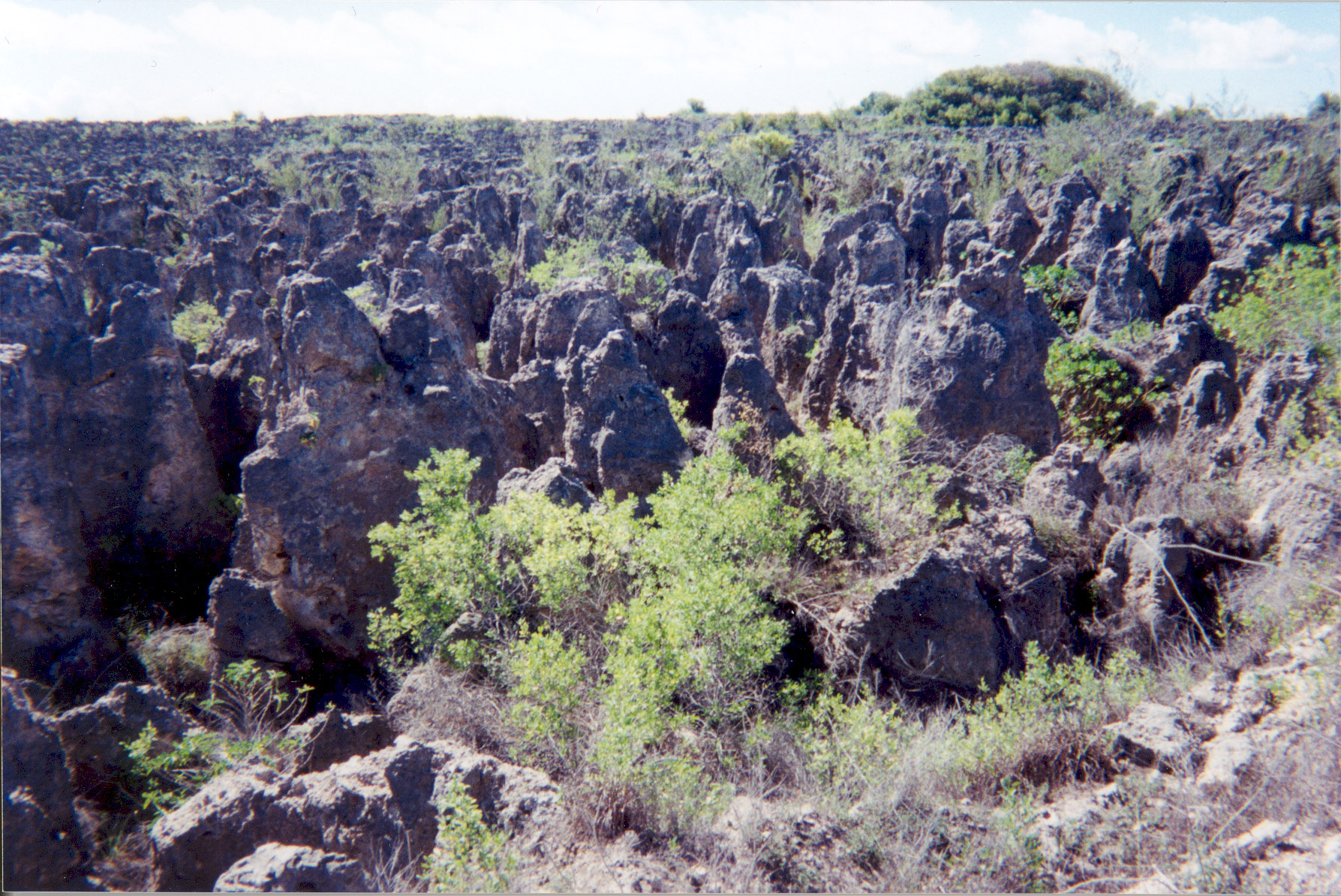
دگرگونی شدید سرزمین در نائورو پس از تخلیه پوشش فسفات از طریق معدن‌کنی

دگرگونی سرزمین (به انگلیسی: Land degradation) فرآیندی است که در آن ارزش محیط زیست فیزیکی تحت تأثیر ترکیبی از فرآیندهای ناشی از انسان بر روی زمین قرار می‌گیرد. این به عنوان هرگونه تغییر یا آشفتگی در سرزمین تلقی می‌شود که زیان‌بار یا نامطلوب است. خطرهای طبیعی به عنوان یک علت مستثنی هستند. اما فعالیت‌های انسانی می‌تواند به‌طور غیرمستقیم بر پدیده‌هایی مانند سیل و آتش‌سوزی بوته‌ها تأثیر بگذارد.

نرخ از بین رفتن پوشش جهانی درختان از سال ۲۰۰۱ تقریباً دوبرابر شده‌است و از دست دادن سالانه به منطقه‌ای به اندازه ایتالیا نزدیک می‌شود.

## پیامدها
چهار روش اصلی برای بررسی دگرگونی سرزمین و تأثیر آن بر محیط پیرامون آن وجود دارد:
1. کاهش موقتی یا همیشگی در ظرفیت تولید سرزمین. این را می‌توان از طریق از دست دادن زیست‌توده، کاهش بهره‌وری واقعی یا بهره‌وری بالقوه، یا از دست دادن یا تغییر در پوشش گیاهی و مواد مغذی خاک مشاهده کرد.
2. اقدام در ظرفیت سرزمین برای تأمین منابع برای زندگی روزمره انسان. این را می‌توان از خط پایه کاربری زمین در گذشته اندازه‌گیری کرد.
3. از دست دادن تنوع زیستی: از دست دادن دامنه گونه‌ها یا پیچیدگی اکوسیستم به عنوان کاهش کیفیت محیطی.
4. تغییر ریسک بوم‌شناختی: افزایش آسیب‌پذیری محیط یا مردم در برابر تخریب یا بحران. این از طریق یک خط پایه به شکل خطر از پیش موجود بحران یا نابودی اندازه‌گیری می‌شود.

## انواع دگرگونی‌ها
علاوه بر انواع معمول دگرگونی سرزمین که قرن‌هاست شناخته شده‌است (آبی، باد و فرسایش مکانیکی، تخریب فیزیکی، شیمیایی و زیستی)، چهار نوع دیگر نیز در ۵۰ سال اخیر پدیدار شده‌است:
- آلودگی، اغلب شیمیایی، ناشی از فعالیت‌های کشاورزی، صنعتی، معدنی یا بازرگانی؛
- از دست دادن زمین‌های قابل کشت به دلیل ساخت‌وساز شهری، راه‌سازی، تبدیل زمین، توسعه کشاورزی و دیگر؛
- رادیواکتیویته مصنوعی، گاهی تصادفی؛
- محدودیت‌های کاربری زمین مرتبط با درگیری‌های مسلحانه.

به‌طور کلی، بیش از ۳۶ نوع دگرگونی سرزمین قابل ارزیابی است. همه آنها توسط فعالیت‌های انسانی ایجاد می‌شوند یا تشدید می‌شوند، به عنوان مثال فرسایش خاک، آلودگی خاک، اسیدی شدن خاک، فرسایش ورقه‌ای، گل و لای، خشک شدن، شور شدن، شهرنشینی و دیگر پدیده‌ها.

## دگرگونی‌های ناشی از کشاورزی

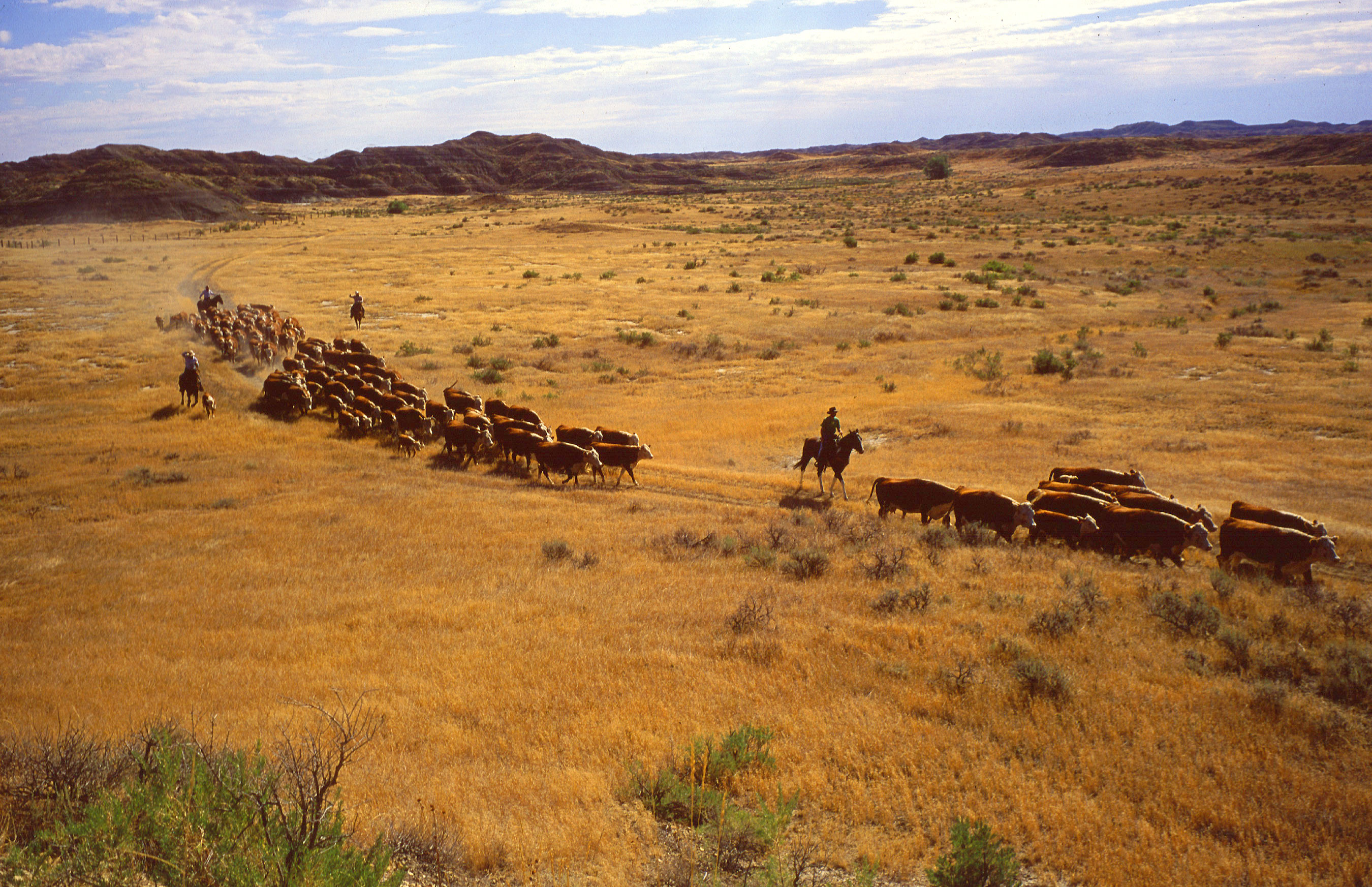
چرای بی‌رویه می‌تواند سبب دگرگونی سرزمین شود

دگرگونی سرزمین یک مشکل جهانی است که عمدتاً با استفاده از کشاورزی، جنگل‌زدایی و تغییرات آب‌وهوایی مرتبط است. علل عبارتند از:
- پاکسازی زمین، مانند پاک‌تراشی و جنگل‌زدایی
- تخلیه کشاورزی از مواد مغذی خاک از طریق شیوه‌های کشاورزی ضعیف
- دام از جمله چرای بی‌رویه و اضافه برداشت
- آبیاری نامناسب[۴] و اضافه برداشت
- گسترش شهری و توسعه تجاری
- خودرو خارج از جاده
- استخراج سنگ، ماسه، سنگ معدن و مواد معدنی
- افزایش اندازه مزرعه به دلیل صرفه‌جویی در مقیاس، کاهش پناهگاه برای حیات وحش، زیرا پرچین‌ها و کنده‌ها ناپدید می‌شوند.
- قرار گرفتن در معرض خاک برهنه پس از برداشت توسط تجهیزات سنگین
- تک‌کشتی، بی‌ثباتی اکوسیستم محلی
- دفع زباله‌های تجزیه‌ناپذیر مانند پلاستیک
- گونه‌های مهاجم
- تغییر آب و هوا
- از دست دادن کربن خاک